# Mannville
Mannville är en ort i Kanada.   Den ligger i provinsen Alberta, i den centrala delen av landet, 2 700 km väster om huvudstaden Ottawa. Mannville ligger 620 meter över havet och antalet invånare är 803.
Terrängen runt Mannville är platt. Trakten runt Mannville är nära nog obefolkad, med mindre än två invånare per kvadratkilometer.. Mannville är det största samhället i trakten. 
Trakten runt Mannville består till största delen av jordbruksmark.